# Merit Ptah (cratère)
Pour les articles homonymes, voir Méryt-Ptah.
Merit Ptah est un cratère d'impact situé sur Vénus et appelée ainsi en l'honneur de la femme médecin de l’Égypte antique Méryt-Ptah.